# Liste der Baudenkmale in Ortrand
In der Liste der Baudenkmale in Ortrand sind alle Baudenkmale der brandenburgischen Stadt Ortrand und ihrer Ortsteile aufgelistet. Grundlage ist die Veröffentlichung der Landesdenkmalliste mit dem Stand vom 31. Dezember 2020. Die Bodendenkmale sind in der Liste der Bodendenkmale in Ortrand aufgeführt.

## Baudenkmale
In den Spalten befinden sich folgende Informationen:
- ID-Nr.: Die Nummer wird vom Brandenburgischen Landesamt für Denkmalpflege vergeben. Ein Link hinter der Nummer führt zum Eintrag über das Denkmal in der Denkmaldatenbank. In dieser Spalte kann sich zusätzlich das Wort Wikidata befinden, der entsprechende Link führt zu Angaben zu diesem Denkmal bei Wikidata.
- Lage: die Adresse des Denkmales und die geographischen Koordinaten. Link zu einem Kartenansichtstool, um Koordinaten zu setzen. In der Kartenansicht sind Denkmale ohne Koordinaten mit einem roten beziehungsweise orangen Marker dargestellt und können in der Karte gesetzt werden. Denkmale ohne Bild sind mit einem blauen bzw. roten Marker gekennzeichnet, Denkmale mit Bild mit einem grünen beziehungsweise orangen Marker.
- Bezeichnung: Bezeichnung in den offiziellen Listen des Brandenburgischen Landesamtes für Denkmalpflege. Ein Link hinter der Bezeichnung führt zum Wikipedia-Artikel über das Denkmal.
- Beschreibung: die Beschreibung des Denkmales
- Bild: ein Bild des Denkmales und gegebenenfalls einen Link zu weiteren Fotos des Baudenkmals im Medienarchiv Wikimedia Commons

### Ortrand
| ID-Nr.            | Lage                          | Bezeichnung | Beschreibung | Bild           |
| ----------------- | ----------------------------- | --- | --- | -------------- |
| 09120216 Wikidata | (Lage)                        | Stadtkirche | Die Stadtkirche St. Barbara ist eine dreischiffige Hallenkirche. In den Jahren 1563 bis 1565 wurde die bereits 1346 erwähnte Kirche neu erbaut. Nach einem Brand wurde die Kirche von 1728 bis 1732 renoviert.                                                                              | weitere Bilder |
| 09120205 Wikidata | (Lage)                        | Friedhofskapelle | Die Jakobskirche ist als Saalkirche angelegt und liegt am Jakobsweg. Der Feldsteinbau stammt aus dem 13. Jahrhundert. Nach einer Teilzerstörung im Jahre 1432 wurde die Kirche wieder aufgebaut.                                                                                            | weitere Bilder |
| 09120179 Wikidata | (Lage)                        | Marktplatz mit Bebauung | Der unter Schutz stehende historische Marktplatz wird auf die Zeit nach 1838 datiert. | weitere Bilder |
| 09120201 Wikidata | Altmarkt 1 (Lage)             | Rathaus | Das wurde im klassizistischen Stile im Jahre 1840 erbaut. Es handelt sich hier um einen massiven Putzbau mit Walmdach, worauf sich ein Dachreiter befindet. In den Jahren 1927 und 1928 wurde der Bau erweitert. 1996 wurde es umfangreich saniert.                                         | weitere Bilder |
| 09120161 Wikidata | Am Haag (Lage)                | Lutherdenkmal, an der Stadtkirche | Das Denkmal ist an der Ostseite der Stadtkirche zu finden. Im oberen Bereich befindet sich ein Bildnis des Reformators. | weitere Bilder |
| 09120371 Wikidata | Bahnhofstraße 2 (Lage)        | Wohn- und Geschäftshaus mit Seitenflügeln | Das massive zweigeschossige Gebäude wurde mit einem Satteldach versehen. Datiert wird es auf das 16. Jahrhundert. | weitere Bilder |
| 09120301 Wikidata | Elsterwerdaer Straße 5 (Lage) | Wohnhaus | Der zweigeschossige Fachwerkbau wurde mit einem Satteldach versehen. Datiert wird es auf das erste Viertel des 17. Jahrhunderts. Das Wohnhaus wurde im Jahr 2020 abgerissen. | weitere Bilder |
| 09120168 Wikidata | Lingenthalplatz 1, 2 (Lage)   | Bahnhof Ortrand, bestehend aus Bahnhofempfangsgebäude mit Gastwirtschaft und Stellwerksannex (mechan. Stellwerk Typ „Einheit“) sowie Bahnsteigüberdachung und Gedenktafel Dr. Zachariae von Lingenthal an der Stadtseite, Güterschuppen mit Kontor und Ladegleis sowie Prellbock, Lagerschuppen, Kopfsteinpflasterung Bahnhofsvorplatz, gepflasterter Bahnsteig 1 mit historischen Bahnsteigleuchten und Geschäftshaus mit Seitenflügeln | Das Gebäudeensemble entstand ab 1868 durch den Bau der Bahnstrecke Cottbus−Großenhain. Das markanteste Gebäude ist das Bahnhofsempfangsgebäude. Der zweistöckige Klinkerbau entstand zwischen 1868 und 1870.                                                                                | weitere Bilder |
| 09120202 Wikidata | Mühlgasse 2 (Lage)            | Lehnsmühlenschloss | Das Schloss war ursprünglich ein spätgotisches Haus, es wurde um das Jahr 1600 vergrößert. In den Jahren 1750 und 1912 wurde das Schloss restauriert. Das zweigeschossige Gebäude wird auf das Jahr 1480 datiert und besteht aus Feld- und Backstein.                                       | weitere Bilder |
| 09120320 Wikidata | Straße der Einheit 23 (Lage)  | Wohnhaus und Nebengebäude der einstigen Färberei Hauptvogel | Datiert wird das historische Gebäude auf das beginnende 17. Jahrhundert, wodurch es eines der ältesten Gebäude der Stadt ist. Es handelt sich hier um die einstige Ortrander Stadtbaderei. Ab 1872 ging es in den Besitz der Familie Hauptvogel über und wurde fortan als Färberei genutzt. | weitere Bilder |